# アン・ボーチェンズ
アン・ボーチェンズ（Anne Bauchens, 1882年2月2日 - 1967年5月7日）は、アメリカ合衆国の編集技師である。セシル・B・デミルと40年以上にわたってコラボレーションしていた。アカデミー編集賞が設立された1934年度に『クレオパトラ』でノミネートされ、1940年度には『北西騎馬警官隊』で同部門初の女性受賞者となった。
デミルの下で編集技師として育てられ、『カルメン』（1915年）で初めてクレジットされた。1918年以前はデミルが監督だけでなく編集としてもクレジットされていたが、『カルメン』と『浮世の常』（1918年）以降はボーチェンズが単独で編集としてクレジットされた。以後彼女は1956年の『十戒』まで長らくデミルの映画の編集を担当し続けた。アカデミー編集賞には『クレオパトラ』、『北西騎馬警官隊』の他に『地上最大のショウ』（1952年）と『十戒』でもノミネートされた。生涯で彼女は60本以上の映画の編集を務めたがその内デミルの監督作品が41本である。

## 受賞とノミネート
| 賞           | 年   | 部門   | 作品名           | 結果       |
| ------------ | ---- | ------ | ---------------- | ---------- |
| アカデミー賞 | 1934 | 編集賞 | クレオパトラ     | ノミネート |
| アカデミー賞 | 1940 | 編集賞 | 北西騎馬警官隊   | 受賞       |
| アカデミー賞 | 1952 | 編集賞 | 地上最大のショウ | ノミネート |
| アカデミー賞 | 1956 | 編集賞 | 十戒             | ノミネート |